# Берли, Эндрю
Эндрю Морис Кит Берли (англ. Andre Maurice Keith Burley; род. 10 сентября 1999, Слау, Юго-Восточная Англия) — сент-китский футболист, защитник клуба «Оксфорд Сити» и национальной сборной Сент-Китс и Невиса.

## Клубная карьера
Воспитанник клуба «Рединг». 2 июля 2018 года Берли подписал свой первый профессиональный контракт с клубом. Дебютировал за «Рединг» в матче Кубка Англии против «Блэкпула» (2:2) 4 января 2020 года. 14 февраля 2020 года был отдан в аренду в ирландский клуб «Уотерфорд» на оставшуюся часть сезона 2019/2020. 29 сентября 2020 года Берли подписал контракт с «Уиком Уондерерс». 14 декабря того же года на правах аренды перешёл в «Хангерфорд Таун». 5 ноября 2021 года было объявлено, что он присоединится к «Мейденхед Юнайтед» на правах аренды на оставшуюся часть сезона. Его арендный период закончился досрочно, чтобы он вернулся в «Уиком» 17 января 2022 года, прежде чем снова присоединился к «Хангерфорду» на правах аренды в конце того же месяца.
29 июня 2022 года «Оксфорд Сити» объявил о подписании контракта с Берли.

## Карьера за сборную
Берли был вызван представлять сборную Сент-Китс и Невис (до 20 лет) на молодёжном чемпионате КОНКАКАФ 2018 года. Он дебютировал за национальную сборную Сент-Китс и Невис 24 марта 2021 года в отборочном матче на чемпионат мира 2022 против Пуэрто-Рико (1:0).

### Голы за сборную
| №  | Дата           | Место                                              | Соперник   | Счёт | Результат | Турнир                        |
| -- | -------------- | -------------------------------------------------- | ---------- | ---- | --------- | ----------------------------- |
| 1. | 20 марта 2024  | Олимпийский стадион, Серравалле, Сан-Марино        | Сан-Марино | 1:2  | 1:3       | Товарищеский матч             |
| 2. | 14 ноября 2024 | Технический центр СКНФА, Бастер, Сент-Китс и Невис | Куба       | 2:1  | 2:1       | Лига наций КОНКАКАФ 2024/2025 |

## Статистика за сборную
| Сборная           | Год  | Матчи | Голы |
| ----------------- | ---- | ----- | ---- |
| Сент-Китс и Невис | 2021 | 5     | 0    |
| Сент-Китс и Невис | 2022 | 2     | 0    |
| Сент-Китс и Невис | 2023 | 13    | 0    |
| Сент-Китс и Невис | 2024 | 7     | 2    |
| Итог              | Итог | 27    | 2    |